# Isaburō Yamada
Isaburō Yamada (jap. 山田猪三郎 Yamada Isaburō; ur. 9 stycznia 1864 w Wakayama, zm. 8 kwietnia 1913 w Tokio) – japoński wynalazca i przedsiębiorca. Był jednym z pionierów baloniarstwa w Japonii. Skonstruował pierwszy japoński sterowiec znany jako Sterowiec Yamady Nr 1.

## Życiorys
Urodził się 9 stycznia 1864 w prefekturze Wakayama, był synem samuraja z klanu Wakayama. W 1888 założył w Osace przedsiębiorstwo produkujące morski sprzęt ratunkowy, które w 1892 przeniósł do Tokio. W 1894 założył przedsiębiorstwo Kikyū Seisakusho (dosł. Fabryka Balonów), która istnieje współcześnie pod zmienioną nazwą The Weather Balloon Manufacturing Company.
W 1900 porzucił produkcję sprzętu ratunkowego i skoncentrował się wyłącznie na produkcji balonów, między innymi opatentował i produkował balony obserwacyjne dla Cesarskie Armii Japońskiej. Balony Yamady zostały użyte bojowo w czasie oblężenia Port Arthur. Yamada nie tylko zaprojektował i wybudował używane przez Armię balony, ale sam 14-stokrotnie wzbił się na ich pokładzie w powietrze w czasie oblężenia. Balony Yamady były pierwszymi balonami użytymi bojowo przez Armię Japońską.
W 1909 do Japonii przybył Benjamin Hamilton ze sterowcem własnej konstrukcji. Na jego pokładzie, w czerwcu 1909, wykonał w Tokio pierwszy w Japonii lot aerostatem tego typu. Yamada już wcześniej zaprojektował własny sterowiec (zachowany opis i plany wskazują na praktyczne trudności w realizacji projektu), ale zapoznawszy się z konstrukcją Hamiltona, Yamada zaprojektował i zbudował w 1910 pierwszy japoński sterowiec. Według niektórych źródeł sterowiec został zamówiony u Yamady przez Tymczasowe Wojskowe Stowarzyszenie ds. Badań nad Balonami.
Pierwszy sterowiec Yamady, Nr 1, został zbudowany we wrześniu 1910. Sterowiec odbył najprawdopodobniej tylko jeden lot i dalsze jego losy nie są znane.
Drugi sterowiec, Nr 2, był znacznie większy od pierwszego (32 metry w porównaniu do 18 metrów) i odbył swój pierwszy lot 7 lutego 1911. Nr 2 został zniszczony przez silny wiatr 22 lutego. Trzeci sterowiec Yamady, Nr 3, odbył pierwszy lot 1 lipca 1911, w późniejszym czasie został prawdopodobnie sprzedany do Chin. W 1911 Yamada zbudował jeszcze sterowce Nr 4 i Nr 5, jednak na ich temat zachowało się bardzo mało informacji.
Po zakończeniu wojny Yamada nie otrzymał dalszych zamówień od Armii na jego balony i udał się do Chin oferując na sprzedaż swoje balony i sterowce.
Yamada zmarł niespodziewanie 8 kwietnia 1913.